# أذينة مذنبة
الأذينة المذنبة (باللاتينية: Phlomis crinita) نوع نباتي يتبع جنس الأذينة من الفصيلة الشفوية.

## الموئل والانتشار
موطنها المغرب العربي وإسبانيا.